# Campus-lét
A campus-lét, más néven lombikélet elvont fogalom annak a kifejezésére, hogy a felsőoktatásban, a különböző képzésekben részt vevő huszonévesek korosztályai kívül rekednek az olyan társadalmi gyakorlatokon, mint például a munkavállalás, a politikai részvétel és a közélet. Az is megeshet, hogy csak töredékesen vesznek részt bennük: munkahelyi tapasztalat nélküli választók, önálló egzisztencia (legyen az saját ház, lakás vagy bármilyen tulajdon) nélkül vesznek részt a helyi közéletben, vagy a valóságos életből hasznosított tapasztalatok nélkül alapítanak családot.

## A fogalom eredete
A campus eredeti jelentése egyetemváros, vagyis az a terület, ahol az egyetem épületei elkülönülnek a város többi részétől. A legjellegzetesebb campusok Magyarországon: Szegeden, Gödöllőn, Miskolcon (Egyetemváros), Pécsett és Debrecenben találhatóak, valamint már campusnak tekinthető Budapesten, a lágymányosi felsőoktatási negyed a BME, az MTA és az ELTE intézményeivel. Ebből alakult ki később a második jelentés, melyen felsőoktatási közösséget (hallgatók, oktatók) értünk.

## Kialakulása
Az iskolák meghosszabbítják a gyerekkort és legitimálják azt, ha a diák még nem szeretne beilleszkedni a „felnőttek világába”. Az iskolába járás, maga a hallgatói lét, valamint a diákigazolvány több komolyabb feladatvállalás alól mentesít. Ezek körébe tartozik a katonaság alól való részbeli felmentés, a munkában való részvétel, tehát a munkanélküliség problémája és a munkahelyi fegyelem alól való felmentés (ezt bizonyítja az is, hogy a diákmunkák sokkal nyitottabbak, nem annyira kötöttek; a diákszövetségek a diákok helyett keresnek munkát), és a különféle családi feladatvállalások alól. Ezáltal a tanulók egy lombikban élnek, egy védelmező burokban, melyet a társadalom kreált nekik, szociális biztonságot nyújtva ezzel.

## Következményei
- a fiatalok előbb ismerkednek meg a társadalom és a gazdaság tudományos tükörképével, mint a valósággal
- fogékonyabbak lesznek az írott kultúra iránt, mint a társadalmi-gazdasági gyakorlat iránt (vagy akár agresszívan el is vetik azt)
- sajátos csoportnormák alakulnak ki a campus-élet során, amikkel mindenki azonosul, a sikeresség reményében – viszont ezek a normák jelentősen eltérhetnek a való élet normáitól, amik a hallgatói élet után beilleszkedési zavarokhoz vezethetnek
- anyagilag függővé válnak az idősebb generációktól, vagy pedig az intézménytől (ösztöndíjak, támogatások, pályázatok által) – ezzel olyan fogyasztói magatartás alakul ki, amely elvárja az állami támogatások sajátos rendszerét
- jelenleg már nem arra törekednek a fiatalok, hogy kikerüljenek az oktatási környezetből, hanem hogy minél tovább bent maradjanak - túlságosan kényelmes helyzet [3]

## A campus-lét magyarországi kutatása
2010 februárjában elindított a Debreceni Egyetem Szociológia és Szociálpolitikai Tanszéke és a Neveléstudományok Intézete egy kutatást, melynek fő célja a nappali tagozatos hallgatók kortársi szocializációjának vizsgálata. Ez a legelső olyan kutatás, mely ezt a témát célozza meg. A kutatás Debrecenben folyik, és ahogy a hivatalos weboldalon megfogalmazták, céljuk „a csoportok szerveződésének, a csoportkultúrák mikrovilágának és szocializációs szerepének vizsgálata”. A legjobban arra fókuszálják a feltárást, hogy a campus-lét sajátos folyamatai és értékvilága milyen nyomot hagy az állampolgári és szakmai magatartásokon. Mindezeket kvantitatív, tehát mennyiségi, és kvalitatív, tehát minőségi módszerekkel vizsgálják. A felmérések 2012. december 31-ig tartanak.